# Теразео
Теразео (итал. Terraseo) је насеље у Италији у округу Карбонија-Иглесијас, региону Сардинија.
Према процени из 2011. у насељу је живело 408 становника. Насеље се налази на надморској висини од 323 м.